# Глоба, Лазарь Остапович
Лазарь Остапович Глоба (укр. Лазар Остапович Глоба; ?, Медведевка — 1793, Екатеринослав, Российская империя) — казак, есаул Войска Запорожского. После ухода в отставку (1743) поселился на правом берегу Днепра (на территории современного города Днепр, в селении Половица) и посадил там 3 сада. После продажи сада, где сейчас находится парк имени Тараса Шевченко, князю Григорию Потёмкину, Глоба перебрался вниз по горе, где стал жить на территории современного парка имени Лазаря Глобы. По преданиям, прожил очень долгую жизнь, и был похоронен в своём саду. 

Памятник на могиле Глобы в парке, носящем его имя

## Биография
По свидетельствованиям Николая Леонтьевича Коржа, близкого приятеля Глобы, он был одним из первых людей, поселившихся напротив Монастырского острова. Более подробно сообщает о себе сам Лазарь Глоба в составленном с его слов (сам Глоба был неграмотен) «покорнейшем донесении» новороссийскому губернатору Н. Д. Языкову от 18 сентября 1778 года.
Из содержанию этого «донесения» исходит, что Лазарь Глоба появился на берегах Днепра в 1743 году, покинув местечко Медведевка, и построил себе напротив Монастырского острова 4 мельницы. После ликвидации Запорожской Сечи подвергался притеснениям, однако после отправки Н. Д. Языковым письма в Саксаганьскую воеводскую канцелярию, притеснения прекратились.
Глоба пользовался уважением среди жителей Половицы, как богатейший и мудрейший человек. Перед началом строительства Екатеринослава продал свою усадьбу над Днепром князю Потёмкину за 500 рублей, а сам перебрался на территорию современного парка имени Лазаря Глобы, где и умер.

## Память
В 1995 году в Днепропетровске парк имени Валерия Чкалова (бывший сад, куда Глоба перебрался перед смертью) был переименован в парк имени Лазаря Глобы. Также в 1972 году на могиле Глобы в парке был установлен памятник.